# Traktornyje Sawody
Traktornyje Sawody (russisch Тракторные заводы, deutsch „Traktorenwerke“) ist eine Holding russischer Fahrzeug-Unternehmen.
Die Entwicklung des Konzerns begann in den 1990er-Jahren ausgehend vom Tscheboksarski Sawod Promyschlennych Traktorow („Promtraktor“). Dessen Produkte, vor allem Baumaschinen, werden seit 2002 unter der in Russland bekannten Marke ЧЕТРА (TschETRA) vermarktet. Heute ist TschETRA eine gemeinsame Marke der Traktornyje Sawody und des russischen Unternehmens Agromasch-holding. In der Sparte der Baufahrzeuge tragen zwei von drei in Russland verkauften Maschinen das Markenzeichen ЧЕТРА.
Das Unternehmen verfügt über elf Nutzfahrzeug-Werke. Traktornyje Sawody ist als Holding organisiert und gehört unter anderem Michail Bolotin, der die Gruppe vor allem durch Aufkäufe von Herstellern aufbaute. Dazu zählen zum Beispiel das Wolgogradski Traktorny Sawod und das Lipezki Traktorny Sawod. Im April 2006 kaufte die Holding den dänischen Waldmaschinenhersteller Silvatec.
Die zum Konzern gehörende Kurganmaschsawod produziert Schützenpanzer. 2017 übertrug der Kreml die operative Verwaltung der Rüstungssparte an die staatliche Rüstungsholding Rostec.